# Medal of Honor : Batailles du Pacifique
 (avril 2020).
Si vous disposez d'ouvrages ou d'articles de référence ou si vous connaissez des sites web de qualité traitant du thème abordé ici, merci de compléter l'article en donnant les références utiles à sa vérifiabilité et en les liant à la section « Notes et références ».
Medal of Honor : Batailles du Pacifique en anglais : Medal of Honor: Pacific Assault est un jeu de tir à la première personne ayant pour thème la Seconde Guerre mondiale. Deuxième volet de la série des Medal of Honor à sortir sur PC, il a été développé par EA Los Angeles et TKO Software puis édité par Electronic Arts. Il est sorti officiellement le 18 novembre 2004 en Europe.
Le jeu a reçu des critiques mitigées à sa sortie, en raison de certains problèmes récurrents pouvant conduire à la frustration du joueur. Ont été principalement cités : une configuration minimum exigeante pour pouvoir lancer le jeu et y jouer dans de bonnes conditions, un manque d'optimisation générant un certain nombre de bug au cours des missions, une répétitivité dans le gameplay ainsi qu'une intelligence artificielle peu évoluée[réf. nécessaire].

## Synopsis
Dans Medal of Honor : Batailles du Pacifique le joueur incarne Tommy Conlin, soldat américain appartenant au Corps de marine des États-Unis (USMC). Le mode solo se compose de 25 niveaux répartis en 7 grandes missions. Au cours de ces missions, le joueur prendra part à une partie des affrontements de la campagne du Pacifique ayant opposés l’armée des États-Unis et l’empire du Japon, de 1942 à 1945. Débutant comme simple recrue dans un camp d’entraînement servant au joueur d’apprentissage au maniement des fonctions du jeu, celui-ci sera ensuite affecté à la base de Pearl Harbor et assistera à son attaque du 7 décembre 1941 par la Marine impériale japonaise. Il prendra ensuite part au Carlson’s Raid, une attaque sur l’atoll de Makin destinée à créer une diversion pour faciliter l’invasion de l’île de Guadalcanal avant de participer aux affrontements s’étant déroulés sur celle-ci. La dernière partie du jeu consiste en un débarquement puis en un combat final acharné sur l’île de Tarawa.

## Système de jeu
Contrairement aux précédents jeux de la série, le joueur n’est quasiment jamais seul au cours des missions. Trois coéquipiers ayant chacun une spécialité et auxquels il est possible de donner une série de 4 ordres basiques le suivent en permanence et l’aident lors des combats en le prévenant du danger et de sa provenance. Autre nouveauté : le jeu n’utilise pas le système de médipacks classiques dans les jeux de tir à la première personne. Quand le joueur ne dispose plus que de peu de points de vie, il perd son sang, ses mouvements se ralentissent et sa vue se brouille. Dès lors, il a la possibilité d’utiliser un bandage pour arrêter l’hémorragie dans l’attente de soins. Dès que le joueur n’a plus de points de vie, il chute et dispose de quelques secondes avant de mourir pour appeler le médecin qui le soignera mais il peut aussi se faire exécuter par des soldats japonais s’il est trop loin du médecin. Le nombre de soins disponibles pouvant être attribué au joueur au cours des missions est limité, ce qui ajoute au réalisme.
Le mode multijoueur permet d'affronter jusqu'à 32 joueurs en ligne.

## Bande-son
La bande-son accompagnant l’action à l’écran est composée par Christopher Lennertz.